# Punkva
Punkva är ett vattendrag i Tjeckien. Det ligger i regionen Södra Mähren, i den östra delen av landet, 180 km sydost om huvudstaden Prag.